# Alchemilla sedelmeyeriana
Alchemilla sedelmeyeriana é uma espécie de rosácea do gênero Alchemilla, pertencente à família Rosaceae.